# かのやカンパチロウ
かのやカンパチロウは鹿児島県鹿屋市のマスコットキャラクター（ゆるキャラ）である。

## 概要
鹿屋の特産品である魚の「かのやカンパチ」をモチーフにしており、頭部はカンパチで首から下はスーツを着た人間の姿をした半魚人である。
イベント等ではブレイクダンスを披露し、そのために着衣の傷みが早いという問題を抱えていたが、2018年に「スーツに見える作業着」である「ワークウェアスーツ（WWS)」が、製造メーカーの株式会社オアシススタイルウェアから提供された。

## プロフィール
- 出身：鹿児島県鹿屋市古江町
- 性別：男性
- 年齢：26歳

## 歴史
2015年に、特産品販促イベントを機に創案された。創案者については、2016年の下野新聞記事では「鹿屋市副市長の福井逸人」、2018年の西日本新聞記事では「若手漁業者ら」としている。2016年の西日本新聞記事では、カンパチロウとともにダンスを踊る福井の姿が紹介されるとともに、後述の楽曲は福井が「知人の知人のミュージシャン」に作詞作曲を依頼したと述べている。
2016年からは鹿屋市のオフィシャルリポーターとなった半田あかりとも共演している。
カンパチが出世魚であることから、「鹿屋市漁協の出世社員」とされていた。2017年より「鹿屋市PR特命係長」として鹿屋市の「出世職員」となっている。

## 楽曲
PRソング「COME ON! PARTY! かのやカンパチ」が制作され、鹿屋市役所ダンス部による振付を付した、通称「カンパチダンス」となっている。その振付は地元の運動会でも使用されている。